# Euploea fucosa
Euploea fucosa är en fjärilsart som beskrevs av Gustaaf Hulstaert 1931. Euploea fucosa ingår i släktet Euploea och familjen praktfjärilar. Inga underarter finns listade i Catalogue of Life.